# Acacia goetzei
Acacia goetzei é uma espécie de leguminosa do gênero Acacia, pertencente à família Fabaceae.